# Wereldkampioenschap voetbal 2018 (Groep B) Iran - Portugal
Dit artikel gaat over de wedstrijd in de groepsfase in groep B tussen Iran en Portugal die gespeeld werd op maandag 25 juni 2018 tijdens het wereldkampioenschap voetbal 2018. Het duel was de vijfendertigste wedstrijd van het toernooi.

## Voorafgaand aan de wedstrijd
- Iran stond bij aanvang van het toernooi op de zevenendertigste plaats van de FIFA-wereldranglijst.[1]
- Portugal stond bij aanvang van het toernooi op de vierde plaats van de FIFA-wereldranglijst.[2]
- Deze confrontatie tussen de nationale elftallen van Iran en Portugal was de derde in de historie.[3]
- Het duel vindt plaats in het Mordovia Arena in Saransk. Dit stadion werd in 2017 geopend en kan 45.000 toeschouwers herbergen.

## Wedstrijdgegevens[4]
| Datum                | 25 juni 2018                                                                                    | 25 juni 2018                                                                                    |
| Wedstrijdnummer      | 36                                                                                              | 36                                                                                              |
| Stadion              | Mordovia Arena, Saransk                                                                         | Mordovia Arena, Saransk                                                                         |
| Toeschouwers         | 41.685                                                                                          | 41.685                                                                                          |
| Scheidsrechter       | Enrique Cáceres                                                                                 | Enrique Cáceres                                                                                 |
| Assistenten          | Eduardo Cardozo Juan Zorrilla                                                                   | Eduardo Cardozo Juan Zorrilla                                                                   |
| Vierde official      | Mehdi Abid Charef                                                                               | Mehdi Abid Charef                                                                               |
| Videoscheidsrechters | Massimiliano Irrati Hernán Maidana (assistent) Gery Vargas (assistent) Paolo Valeri (assistent) | Massimiliano Irrati Hernán Maidana (assistent) Gery Vargas (assistent) Paolo Valeri (assistent) |
| Man van de wedstrijd | Ricardo Quaresma                                                                                | Ricardo Quaresma                                                                                |
|                      | Iran                                                                                            | Portugal                                                                                        |
| Doelpunten           | 1                                                                                               | 1                                                                                               |
| Gele kaarten         | 2                                                                                               | 4                                                                                               |
| Rode kaarten         | 0                                                                                               | 0                                                                                               |
| Wissels              | 3                                                                                               | 3                                                                                               |
| Schoten op doel      | 2                                                                                               | 7                                                                                               |
| Schoten naast doel   | 5                                                                                               | 4                                                                                               |
| Overtredingen        | 16                                                                                              | 11                                                                                              |
| Hoekschoppen         | 1                                                                                               | 5                                                                                               |
| Buitenspel           | 1                                                                                               | 1                                                                                               |
| Balbezit (%)         | 32                                                                                              | 68                                                                                              |

| Iran | 1 – 1           | Portugal |
| Karim Ansarifard 90+3' (pen.) | goals (assists) | 45' Ricardo Quaresma (Adrien Silva) |
| Carlos Queiroz | bondscoach      | Fernando Santos |
| Alireza Beiranvand Ramin Rezaeian Majid Hosseini Morteza Pouraliganji Ehsan Hajsafi 56' Saeid Ezatolahi 76' Alireza Jahanbakhsh 70' Omid Ebrahimi Mehdi Taremi Vahid Amiri Sardar Azmoun | opstellingen    | Rui Patrício Cédric Soares Pepe José Fonte Raphaël Guerreiro 70' Ricardo Quaresma William Carvalho Adrien Silva 84' João Mário 90+6' André Silva Cristiano Ronaldo |
| Milad Mohammadi 56' Saman Ghoddos 70' Karim Ansarifard 76' | wissels         | 70' Bernardo Silva 84' João Moutinho 90+6' Gonçalo Guedes |
| Ehsan Hajsafi 52' Sardar Azmoun 54' | gele kaarten    | 33' Raphaël Guerreiro 64' Ricardo Quaresma 83' Cristiano Ronaldo 90+8' Cédric Soares                                                                               |
| | rode kaarten    | |